# Rafael Fernández Álvarez
Rafael Fernández Álvarez (Oviedo, 1 d'octubre de 1913 - Oviedo, 18 de desembre de 2010), fou un dirigent polític asturià, primer President del Principat d'Astúries.
Vidu de Purificación Tomás, filla del dirigent socialista asturià durant la República Belarmino Tomás Álvarez. Polític pertanyent a la Federació Socialista Asturiana (FSA-PSOE). Durant la guerra civil, va jugar un important paper dintre del bàndol republicà. Així, com membre del Consell Interprovincial d'Astúries i Lleó (després Consell Sobirà), va ser Conseller d'Hisenda; anteriorment havia estat Conseller de Joventut.
Exiliat a Mèxic després de l'ocupació d'Astúries per les tropes franquistes (agost de 1937), torna a Espanya el 1977. A les eleccions generals espanyoles de 1977 fou escollit senador per Astúries dins la coalició Senadors per la Democràcia. Va mantenir l'escó al senat en successives eleccions fins al 2000.
Va ser el President, a partir de 1978, del Consell Regional d'Astúries (nom de l'òrgan provisional preautonòmic creat per a Astúries pel govern d'Adolfo Suárez) fins a l'aprovació de l'Estatut d'Autonomia (30 de desembre de 1981). Per això se'l pot considerar com el Primer President del Principat d'Astúries.